# Cindy Nell
Cindy Nell (África do Sul, 1 de outubro de 1981) é uma modelo e apresentadora de tv sul-africana eleita Miss África do Sul 2002. Representou seu país no concurso Miss Universo 2003, chegando à final e alcançando a terceira posição.
Atualmente apresenta o programa "Pasella" no canal SABC2. Também se destacou ao participar, em 2008, do reality show Strictly Come Dancing, na mesma emissora. Além disso, é proprietária de uma empresa de promoções.